# Дикий мессия
«Дикий мессия» (англ. Savage Messiah) — кинофильм режиссёра Кена Рассела, вышедший на экраны в 1972 году. Лента основана на одноимённой книге Г.С. Ида, посвящённой биографии художника Анри Годье-Бжеска. Главные роли в фильме исполнили Скотт Энтони и Дороти Тьютин. За свою работу последняя была номинирована на премию BAFTA.

## Сюжет
Действие происходит накануне Первой мировой войны. Молодой художник Анри Годье знакомится в парижской библиотеке с польской писательницей Софи Бжеска, которая намного старше его. Ей льстит его внимание, хотя она не может принять его ухаживания. Софи следует за Анри в Лувр и к его родителем, где он поражает окружающих своим эксцентричным поведением. Они договариваются всегда быть вместе, хотя и в платоническом смысле; Анри даже присоединяет к своей фамилии её. Стремясь добиться успеха и продать свои работы, художник вместе с Софи отправляется в Лондон, где они живут в каком-то подвале. Вскоре Анри знакомится с меценатом Энгусом Корки, который согласен поддержать молодого скульптора, и начинает готовить работы для своей первой выставки...

## В ролях
- Дороти Тьютин — Софи Бжеска
- Скотт Энтони — Анри Годье-Бжеска
- Хелен Миррен — Гош Бойл
- Линдси Кемп — Энгус Корки
- Майкл Гоф — Годье
- Джон Джастин — Лайонел Шоу
- Обри Ричардс — мэр
- Питер Вон — служитель музея
- Бен Арис — Томас Буфф